# .ca
.ca는 캐나다의 인터넷 국가 코드 최상위 도메인이다.

## 등록
등록은 등록원이 지정한 조건을 충족해야 한다. 조건은 아래와 같다.
- 캐나다 국적의 성인
- 캐나다의 영주자
- 캐나다의 법인
- 이뉴잇, 퍼스트네이션, 메티스나 그 밖의 캐나다의 주민
- 인디언법으로 정해진 주민
- 캐나다에서 등록 상표를 갖고 있는 외국인
- 조건을 충족하는 집행자, 관리자, 그 밖의 법적 대리인인 법인이나 개인
- 정부 부서
- 캐나다의 우두머리

등록자는 직접 2차 도메인으로 등록할 수도 있지만, 지역별 도메인으로 등록할 수도 있다. 또한 .ca는 등록원을 통해서 등록한다.

## 역사
1988년, .ca는 IANA의 운영진 존 포스텔에 의해서 브리티시컬럼비아 대학교에 할당하게 된다.
1997년, 캐나다의 노바스코샤주에 열린 인터넷 콘퍼런스에서 캐나다의 인터넷 커뮤니티는 등록 수속을 자유화하고 등록에 걸리는 시간을 크게 줄이는 등록 개혁을 진행할 것을 결정했다.
2000년 12월 1일, .ca의 운영 관리는 UBC로부터 비영리 조직의 Canadian Internet Registration Authority (CIRA)에 이관되었다.

## 2차 도메인
UBC는 일찍이 1 지구(province)에서 활동하고 있는 단체에는 city.toronto.on.ca라는 4차 도메인, 한 행정 구역 안에서 활동하는 단체에는 3차 도메인 아래에서 할당한다는 방침을 실시하고 있었다. 지방의 주식 회사는 .mb.ca라는 3차 도메인으로 등록할 수밖에 없었던 데 반해, 연방의 주식 회사는 .ca아래의 2차 도메인을 가질 수 있었다. 다시 말해, 두 개의 행정 구역에 걸친 단체만이 .ca에 직접 등록할 수 있었다. 이러한 엄격한 규제를 위해 캐나다의 많은 단체가 .ca보다 등록금의 높은 .com나, .org, .net를 사용하는 결과를 낳았다.
지금은 어느 공인 레지스트라에서도 도메인을 .ca 아래에 직접 등록할 수 있다. 아래의 하위 도메인은 주로 CIRA가 관리하기 이전의 .ca도메인으로 사용된 역사적인 유물로 남아 있다.
- .ab.ca — 앨버타주
- .bc.ca — 브리티시컬럼비아주
- .mb.ca — 매니토바주
- .nb.ca — 뉴브런즈윅주
- .nf.ca — 뉴펀들랜드 래브라도주 (등록 접수가 끝났으며 .nl.co에 이행)
- .nl.ca — 뉴펀들랜드 래브라도 주
- .ns.ca — 노바스코샤주
- .nt.ca — 노스웨스트 준주
- .nu.ca — 누나부트 준주
- .on.ca — 온타리오주
- .pe.ca — 프린스에드워드아일랜드주
- .qc.ca — 퀘벡주
- .sk.ca — 서스캐처원주
- .yk.ca — 유콘 준주

2차 도메인 .gc.ca는 일반적으로 CIRA가 정부를 위해 할당한 도메인이라고 인식할 수 있지만 이는 사실이 아니다. 사실 .gc.ca는 다른 .ca도메인 아래에 등록된 도메인과 다르지 않다. CIRA는.gc.ca 아래에서의 등록에는 관여하고 있지 않다. .mil.ca도 마찬가지이다.

## 이름 제한
- 처음 시작하는 글자가 xn--인 경우 등록을 허용하지 않는다.
- 최상위 도메인에 존재하는 도메인(예：com.ca, ca.ca).
- 비속어.
- 캐나다 국내 지명.

## 같이 보기
- ca